# تیگران پارسیلیان
تیگران سریوژایی پارسیلیان (ارمنی: Տիգրան Սերյոժայի Պարսիլյան؛ زادهٔ ۵ اوت ۱۹۷۹) یک وکیل، سیاستمدار اهل ارمنستان است که از تاریخ ۲۰۲۱ تا تاریخ ۲۰۲۶ سمت نمایندگی دوره هشتم مجلس ملی جمهوری ارمنستان را برعهده داشت.

## زندگی‌نامه
در 	۵ اوت ۱۹۷۹ در ایروان به دنیا آمد و از دانشگاه ملی پلی‌تکنیک ارمنستان فارغ‌التحصیل شد. 